# K-7 (航空機)

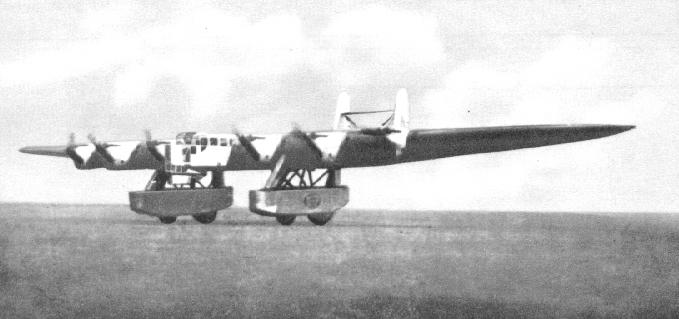
Kalinin K-7

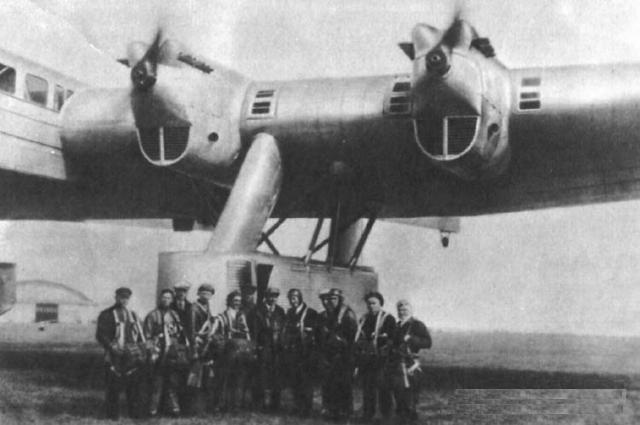
Kalinin K-7 のクルーたち（1933年）

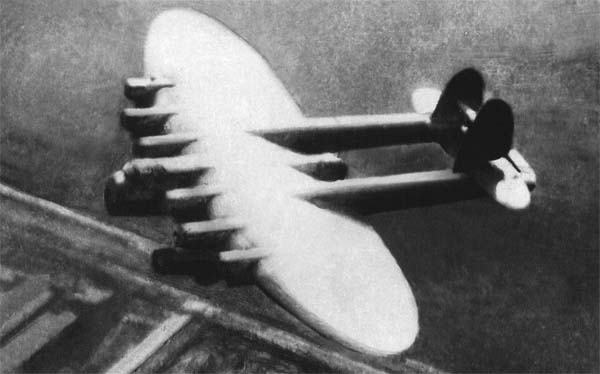
飛行中の Kalinin K-7 （1933年）

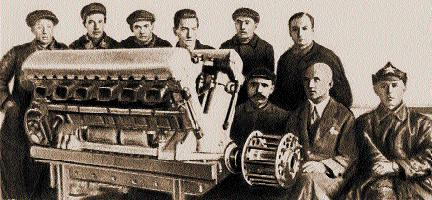
搭載されたミクーリン AM-34エンジン

K-7(カリーニン7；ロシア語:К-7カー・スィェーミ)は、1930年代のソ連のカリーニン設計局で試作された大型航空機である。爆撃機または民間旅客機としての使用を計画し、民間輸送機として使うときは巨大で厚い主翼の中に120人の乗客を乗せるという計画であった。別名は、「重たいK（カリーニン）」こと「カー・チャジョールィイ」(К-тяжелыйカー・チジョールィイ)。

## 概要
53mの翼幅の主翼の厚さは2.33 mもあり乗客は翼の中に収容される。2本のブームで支えられた尾翼をもち、重量を支えるために巨大な4軸の車輪からなる降着装置を備えていた。最初は700馬力級の水冷エンジン6発で開発がスタートしたが、出力不足のため7個目のエンジンが推進式として翼の中央後方に追加された。
1930年から設計が始められ、1933年7月にタキシング試験が行われた。振動に苦しめられたが1933年8月に初飛行した。
K-7は、世界最大の飛行機の一つであった。実に全幅(翼長)は53m。十二階建てのビルの大きさに匹敵し、当時の世界最大記録を更新した。そしてその長い主翼を支えるために七つのプロペラと二十基ものエンジンを積んでいた。軍用機としても民間機としても使用できる設計で、爆弾9000kg、乗員120名を主翼の中に乗せて運ぶことができた。飛行に成功しているものの、この巨大な航空機を当時(1933年)のソ連が運用するのは無理があったようで、結局､本機が採用されることはなかった。

## スペック
- 全幅: 53.0 m
- 全長: 28.0 m
- 翼面積: 454,0 m²
- アスペクト比: 6.2
- 空虚重量: 24,400 kg
- 離陸重量: 38,000 kg
- エンジン: 水冷V型12気筒エンジン M-34f (各離昇出力550 KW)
- 最大速度: 234 km/h
- 巡航速度: 180 km/h
- 上昇限度: 4,000 m
- 武装: 7.62 mm機銃ShKAS ×6
- 爆弾搭載量: 9.000 kg
- 乗員/乗客：11人/120人